# Uwikłany (serial telewizyjny)
Uwikłany (ang. Complications) – amerykański serial telewizyjny (thriller, dramat) wyprodukowany przez Fox 21 Television Studios. Twórcą serialu jest Matt Nix. Serial był emitowany od 18 czerwca do 13 sierpnia 2015 roku przez USA Network.

Stacja USA Network anulowała serial po jednym sezonie.

 W Polsce serial będzie emitowany od 30 lipca 2016 roku przez Fox Polska

## Fabuła
Serial skupia się na lekarzu z ostrego dyżuru, Johnie Ellisonie, który ratuje życie młodego chłopca przed egzekucją gangsterów. To wydarzenie zmienia jego życie. Przez przypadek John odkrywa, że chłopak nadal jest celem gangu, postanawia za wszelką cenę uratować życie chłopaka.

## Obsada

### Główna
- Jason O’Mara jako dr John Ellison[4]
- Jessica Szohr jako Gretchen Polk pielęgniarka [5]
- Beth Riesgraf jako Samantha Ellison, żona Johna[5]
- Lauren Stamile jako dr Bridget O’Neil[5]

### Role drugoplanowe
- Chris Chalk jako Darius
- Tim Peper jako Kyle Hawkins, prawnik
- Eric Edelstein jako Jed
- Ronreaco Lee jako Quentin Bell
- Brent Sexton jako Robert Holden, oficer policji[6]
- Joseph Julian Soria jako Alvarez, porucznik policji[6]

## Odcinki
| Sezon | Sezon | Odcinki | Oryginalna emisja | Oryginalna emisja | Oryginalna emisja | Oryginalna emisja   | Oryginalna emisja |
| Sezon | Sezon | Odcinki | Premiera sezonu   | Finał sezonu      | Premiera sezonu   | Finał sezonu        |                   |
| ----- | ----- | ------- | ----------------- | ----------------- | ----------------- | ------------------- | ----------------- |
|       | 1     | 10      | 18 czerwca 2015   | 13 sierpnia 2015  | 30 lipca 2016     | 1 października 2016 |                   |

### Sezon 1 (2015)
| #  | Tytuł                                    | Reżyseria      | Scenariusz                       | Premiera USA Network | Premiera Fox Polska |
| -- | ---------------------------------------- | -------------- | -------------------------------- | -------------------- | ------------------- |
| 1  | 'Strzelanina' Pilot                      | Matt Nix       | Matt Nix                         | 18 czerwca 2015      | 30 lipca 2016       |
| 2  | 'Zakażenie' Infection                    | Scott Peters   | Matt Nix                         | 18 czerwca 2015      | 6 sierpnia 2016     |
| 3  | 'Objawy' Onset                           | Roger Kumble   | Michael Horowitz                 | 25 czerwca 2015      | 13 sierpnia 2016    |
| 4  | 'Reakcja immunologiczna' Immune Response | Kate Woods     | Andrew Gettens, Lauren Mackenzie | 2 lipca 2015         | 20 sierpnia 2016    |
| 5  | 'Epidemia' Outbreak                      | Scott Peters   | Ryan Johnson, Peter Lalayanis    | 9 lipca 2015         | 27 sierpnia 2016    |
| 6  | 'Diagnoza' Diagnosis                     | Arvin Brown    | Greg Hart, Ameni Rozsa           | 16 lipca 2015        | 3 września 2016     |
| 7  | 'Gorączka' Fever                         | Jann Turner    | Michael Horowitz                 | 23 lipca 2015        | 10 września 2016    |
| 8  | 'Nawrót' Relapse                         | Michael Nankin | Matt Nix, Latoya Morgan          | 30 lipca 2015        | 17 września 2016    |
| 9  | 'Pogorszenie' Deterioration              | Craig Siebels  | Ryan Johnson, Peter Lalayanis    | 6 sierpnia 2015      | 24 września 2016    |
| 10 | 'Stan krytyczny' Critical Condition      | Matt Nix       | Matt Nix                         | 13 sierpnia 2015     | 1 października 2016 |

## Produkcja
22 marca 2014 roku stacja USA Network zamówiła pierwszy sezon serialu.